# Großer Preis von Australien 2000
Der Große Preis von Australien 2000 (offiziell LXV Qantas Australian Grand Prix) fand am 12. März auf dem Albert Park Circuit in Melbourne statt und war das erste Rennen der Formel-1-Weltmeisterschaft 2000.

## Berichte

### Hintergrund
Beim Großen Preis von Australien gaben Jenson Button, Nick Heidfeld und Gastón Mazzacane ihr Debüt. Mika Salo, welcher in der Saison 1999 bereits sechs Rennen bei Ferrari als Ersatz für Michael Schumacher bestritt und Jos Verstappen kehrten in die Formel 1 zurück. Rubens Barrichello, Jarno Trulli, Irvine, Johnny Herbert und Jean Alesi traten nach einem Teamwechsel zum ersten Mal für ihr neues Team an.
Bei den Konstrukteuren gab Jaguar Racing sein Debüt in der Formel 1. Der britische Rennstall hatte Stewart Grand Prix übernommen. BMW kehrte als Motorenpartner von Williams und Honda als Motorenpartner von British American Racing in die Formel 1 zurück. Bei Arrows wurde die eigene Motorenkonstruktion durch Supertec abgelöst.
Ralf Schumacher bestritt seinen 50. Grand Prix.
Als amtierender Weltmeister ging Mika Häkkinen in die Saison.
Mit David Coulthard, Häkkinen und Eddie Irvine (jeweils einmal) traten drei ehemalige Sieger zu diesem Grand Prix an.

### Training

#### Freitagstraining
Ferrari-Pilot Michael Schumacher erzielte vor Coulthard und seinem Teamkollegen Barrichello die schnellste Rundenzeit.

#### Samstagstraining
Michael Schumacher war erneut der schnellste Fahrer im Feld. Auf Platz zwei folgte erneut Coulthard und Dritter wurde Heinz-Harald Frentzen.

### Qualifying
Im Qualifying fuhr Häkkinen die schnellste Runde und fuhr auf die Pole-Position vor seinem Teamkollegen Coulthard und Michael Schumacher. Für Häkkinen war es die 22. Pole-Position seiner Karriere.

### Warm Up
Barrichello erzielte im Warm Up die schnellste Runde. Zweiter wurde Button vor Häkkinen.

### Rennen
21 von 22 Fahrzeugen starteten aus der Startaufstellung. Prost-Pilot Alesi ging aus der Boxengasse ins Rennen. Häkkinen setzte seine Pole-Position in die Führung des Rennens um. Coulthard und Michael Schumacher behielten die Plätze zwei und drei. Barrichello verlor eine Position und wurde von Frentzen überholt. Den sechsten Platz belegte Trulli. Im hinteren Teil des Feldes machte Button von Platz 21 auf 15 sechs Positionen gut. Er profitierte dabei von einer Kollision zwischen Marc Gené und Heidfeld, bei der Gené nach einem Reparaturstopp ans Ende des Feldes zurückfiel.
Für Herbert war das Rennen bereits nach einer Runde vorbei, da er mit einem Kupplungsschaden aufgeben musste. In der vierten Runde war zwischen den ersten drei Piloten, Häkkinen, Coulthard sowie Michael Schumacher, und Frentzen bereits eine Lücke von fünf Sekunden entstanden. Nach sieben Runden hatte Pedro de la Rosa einen Lenkungsdefekt an seinem Arrows und er schlug in den Reifenstapel ein. Irvine drehte sich, da er versuchte, dem Arrows auszuweichen. Er konnte zwar eine Kollision vermeiden, allerdings starb sein Motor bei dem Dreher ab. Beide schieden aus. Um die Boliden zu bergen, wurde das Safety-Car auf die Strecke gesandt.
Als das Rennen in der zehnten Runde wieder freigegeben wurde, verlangsamte Coulthard und kam mit Motorproblemen an die Box. Er ging zwar erneut auf die Rennstrecke, allerdings musste er eine Runde später mit Motorproblemen aufgeben. Hinter den ersten fünf Piloten lag nun Jacques Villeneuve auf dem sechsten Platz und es bildete sich eine Schlange von Fahrzeugen bis zum zwölften Platz hinter dem BAR-Piloten. Nachdem Verstappen ebenfalls mit einem Lenkungsdefekt ausgefallen war, ereilte auch McLaren-Pilot Häkkinen dasselbe Schicksal wie seinen Teamkollegen und er fiel mit Motorenschaden aus. Michael Schumacher führte nun mit etwa 15 Sekunden Vorsprung auf Frentzen.
Nachdem Alesi mit einem Getriebeschaden ausgeschieden war, absolvierte Michael Schumacher in der 29. Runde seinen einzigen Boxenstopp. Frentzen übernahm die Führung und Michael Schumacher kam vor Trulli auf dem dritten Platz zurück auf die Strecke. Barrichello kam als nächster Fahrer von den Führungsfahrern an die Box. Ferrari entschied sich seine Strategie umzustellen und versuchte mit einer Zwei-Stopp-Strategie an Frentzen vorbeizufahren.
Nach 35 Runden musste Trulli mit einem Motorschaden aufgeben. Debütant Button profitierte davon und lag vor seinem Boxenstopp, der wenig später erfolgte, auf dem dritten Platz. Zeitgleich kam Frentzen an die Box und übergab die Führung an Michael Schumacher. Da es Probleme mit der Tankanlage gab, dauerte der Stopp länger als geplant. Drei Runden später schied der Jordan-Pilot mit einem Getriebeschaden aus. In den folgenden Runden schieden auch Mazzacane und Diniz mit einem Getriebeschaden aus. Für eine Runde konnte Barrichello nach einem Überholmanöver die Führung von Michael Schumacher übernehmen. Nach seinem Stopp belegte er erneut den zweiten Platz.
Zwölf Runden vor Schluss schied auch Button aus. Der Brite belegte bei seinem Debüt den sechsten Platz, bevor ihn ein Motorschaden stoppte. Ricardo Zonta übernahm daher den sechsten Platz. Der Brasilianer wurde allerdings kurz vor Rennende von Salo überholt.
Michael Schumacher gewann vor seinem Teamkollegen Barrichello und seinem Bruder Ralf. Für Michael Schumacher war es der 36. Sieg in der Formel-1-Weltmeisterschaft. Villeneuve erzielte mit Position vier die ersten Punkte für BAR-Honda. Giancarlo Fisichella kam auf Platz fünf ins Ziel. Sauber-Pilot Salo kam auf den sechsten Platz ins Ziel, wurde jedoch wegen eines illegalen Frontflügels disqualifiziert. Somit übernahm Zonta wieder den sechsten Platz und erhielt seinen ersten Punkt.
Barrichello sicherte sich mit 1:31,481 Minuten die schnellste Runde.
Die Fahrerwertung entsprach dem Endergebnis des Rennens mit Michael Schumacher vor Barrichello und Ralf Schumacher. In der Konstrukteurswertung führte Ferrari vor Williams-BMW und BAR-Honda.

## Meldeliste
| Team                           | Nr. | Fahrer                | Chassis         | Motor                 | Reifen |
| ------------------------------ | --- | --------------------- | --------------- | --------------------- | ------ |
| West McLaren Mercedes          | 01  | Mika Häkkinen         | McLaren MP4/15  | Mercedes-Benz 3.0 V10 | B      |
| West McLaren Mercedes          | 02  | David Coulthard       | McLaren MP4/15  | Mercedes-Benz 3.0 V10 | B      |
| Scuderia Ferrari Marlboro      | 03  | Michael Schumacher    | Ferrari F1-2000 | Ferrari 3.0 V10       | B      |
| Scuderia Ferrari Marlboro      | 04  | Rubens Barrichello    | Ferrari F1-2000 | Ferrari 3.0 V10       | B      |
| Benson and Hedges Jordan       | 05  | Heinz-Harald Frentzen | Jordan EJ10     | Mugen-Honda 3.0 V10   | B      |
| Benson and Hedges Jordan       | 06  | Jarno Trulli          | Jordan EJ10     | Mugen-Honda 3.0 V10   | B      |
| Jaguar Racing                  | 07  | Eddie Irvine          | Jaguar R1       | Cosworth 3.0 V10      | B      |
| Jaguar Racing                  | 08  | Johnny Herbert        | Jaguar R1       | Cosworth 3.0 V10      | B      |
| BMW Williams F1 Team           | 09  | Ralf Schumacher       | Williams FW22   | BMW 3.0 V10           | B      |
| BMW Williams F1 Team           | 10  | Jenson Button         | Williams FW22   | BMW 3.0 V10           | B      |
| Mild Seven Benetton Playlife   | 11  | Giancarlo Fisichella  | Benetton B200   | Supertec 3.0 V10      | B      |
| Mild Seven Benetton Playlife   | 12  | Alexander Wurz        | Benetton B200   | Supertec 3.0 V10      | B      |
| Gauloises Prost Peugeot        | 14  | Jean Alesi            | Prost AP03      | Peugeot 3.0 V10       | B      |
| Gauloises Prost Peugeot        | 15  | Nick Heidfeld         | Prost AP03      | Peugeot 3.0 V10       | B      |
| Red Bull Sauber Petronas       | 16  | Pedro Diniz           | Sauber C19      | Petronas 3.0 V10      | B      |
| Red Bull Sauber Petronas       | 17  | Mika Salo             | Sauber C19      | Petronas 3.0 V10      | B      |
| Arrows F1 Team                 | 18  | Pedro de la Rosa      | Arrows A21      | Supertec 3.0 V10      | B      |
| Arrows F1 Team                 | 19  | Jos Verstappen        | Arrows A21      | Supertec 3.0 V10      | B      |
| Telefonica Minardi Fondmetal   | 20  | Marc Gené             | Minardi M02     | Fondmetal 3.0 V10     | B      |
| Telefonica Minardi Fondmetal   | 21  | Gastón Mazzacane      | Minardi M02     | Fondmetal 3.0 V10     | B      |
| Lucky Strike Reynard BAR Honda | 22  | Jacques Villeneuve    | BAR 002         | Honda 3.0 V10         | B      |
| Lucky Strike Reynard BAR Honda | 23  | Ricardo Zonta         | BAR 002         | Honda 3.0 V10         | B      |

## Klassifikationen

### Qualifying
| Pos.                                                                       | Fahrer                | Konstrukteur      | Zeit     | Start |
| -------------------------------------------------------------------------- | --------------------- | ----------------- | -------- | ----- |
| 01                                                                         | Mika Häkkinen         | McLaren-Mercedes  | 1:30,556 | 01    |
| 02                                                                         | David Coulthard       | McLaren-Mercedes  | 1:30,910 | 02    |
| 03                                                                         | Michael Schumacher    | Ferrari           | 1:31,075 | 03    |
| 04                                                                         | Rubens Barrichello    | Ferrari           | 1:31,102 | 04    |
| 05                                                                         | Heinz-Harald Frentzen | Jordan-Mugen      | 1:31,359 | 05    |
| 06                                                                         | Jarno Trulli          | Jordan-Mugen      | 1:31,504 | 06    |
| 07                                                                         | Eddie Irvine          | Jaguar-Cosworth   | 1:31,514 | 07    |
| 08                                                                         | Jacques Villeneuve    | BAR-Honda         | 1:31,968 | 08    |
| 09                                                                         | Giancarlo Fisichella  | Benetton-Supertec | 1:31,992 | 09    |
| 10                                                                         | Mika Salo             | Sauber-Petronas   | 1:32,018 | 10    |
| 11                                                                         | Ralf Schumacher       | Williams-BMW      | 1:32,220 | 11    |
| 12                                                                         | Pedro de la Rosa      | Arrows-Supertec   | 1:32,323 | 12    |
| 13                                                                         | Jos Verstappen        | Arrows-Supertec   | 1:32,477 | 13    |
| 14                                                                         | Alexander Wurz        | Benetton-Supertec | 1:32,775 | 14    |
| 15                                                                         | Nick Heidfeld         | Prost-Peugeot     | 1:33,024 | 15    |
| 16                                                                         | Ricardo Zonta         | BAR-Honda         | 1:33,117 | 16    |
| 17                                                                         | Jean Alesi            | Prost-Peugeot     | 1:33,197 | 17    |
| 18                                                                         | Marc Gené             | Minardi-Fondmetal | 1:33,261 | 18    |
| 19                                                                         | Pedro Diniz           | Sauber-Petronas   | 1:33,378 | 19    |
| 20                                                                         | Johnny Herbert        | Jaguar-Cosworth   | 1:33,638 | 20    |
| 21                                                                         | Jenson Button         | Williams-BMW      | 1:33,828 | 21    |
| 22                                                                         | Gastón Mazzacane      | Minardi-Fondmetal | 1:34,705 | 22    |
| 107-Prozent-Zeit: 1:36,895 min (bezogen auf die Bestzeit von 1:30,556 min) |                       |                   |          |       |

### Rennen
| Pos. | Fahrer                | Konstrukteur      | Runden | Stopps | Zeit        | Start | Schnellste Runde |
| ---- | --------------------- | ----------------- | ------ | ------ | ----------- | ----- | ---------------- |
| 01   | Michael Schumacher    | Ferrari           | 58     | 1      | 1:34:01,987 | 03    | 1:31,752 (28.)   |
| 02   | Rubens Barrichello    | Ferrari           | 58     | 2      | + 11,415    | 04    | 1:31,481 (41.)   |
| 03   | Ralf Schumacher       | Williams-BMW      | 58     | 1      | + 20,009    | 11    | 1:32,525 (50.)   |
| 04   | Jacques Villeneuve    | BAR-Honda         | 58     | 1      | + 44,447    | 08    | 1:33,185 (50.)   |
| 05   | Giancarlo Fisichella  | Benetton-Supertec | 58     | 1      | + 45,165    | 09    | 1:33,449 (34.)   |
| 06   | Ricardo Zonta         | BAR-Honda         | 58     | 1      | + 46,468    | 16    | 1:33,435 (34.)   |
| 07   | Alexander Wurz        | Benetton-Supertec | 58     | 1      | + 46,915    | 14    | 1:33,459 (33.)   |
| 08   | Marc Gené             | Minardi-Fondmetal | 57     | 2      | + 1 Runde   | 18    | 1:33,231 (54.)   |
| 09   | Nick Heidfeld         | Prost-Peugeot     | 56     | 1      | + 2 Runden  | 15    | 1:34,111 (53.)   |
| –    | Jenson Button         | Williams-BMW      | 46     | 1      | DNF         | 21    | 1:33,351 (36.)   |
| –    | Pedro Diniz           | Sauber-Petronas   | 41     | 3      | DNF         | 19    | 1:32,977 (38.)   |
| –    | Gastón Mazzacane      | Minardi-Fondmetal | 40     | 3      | DNF         | 22    | 1:35,241 (33.)   |
| –    | Heinz-Harald Frentzen | Jordan-Mugen      | 39     | 1      | DNF         | 05    | 1:32,110 (34.)   |
| –    | Jarno Trulli          | Jordan-Mugen      | 35     | 0      | DNF         | 06    | 1:33,223 (28.)   |
| –    | Jean Alesi            | Prost-Peugeot     | 27     | 1      | DNF         | 17    | 1:35,088 (18.)   |
| –    | Mika Häkkinen         | McLaren-Mercedes  | 18     | 0      | DNF         | 01    | 1:32,433 (18.)   |
| –    | Jos Verstappen        | Arrows-Supertec   | 16     | 1      | DNF         | 13    | 1:34,834 (16.)   |
| –    | David Coulthard       | McLaren-Mercedes  | 11     | 1      | DNF         | 02    | 1:33,653 (07.)   |
| –    | Eddie Irvine          | Jaguar-Cosworth   | 6      | 0      | DNF         | 07    | 1:35,789 (06.)   |
| –    | Pedro de la Rosa      | Arrows-Supertec   | 6      | 0      | DNF         | 12    | 1:35,663 (06.)   |
| –    | Johnny Herbert        | Jaguar-Cosworth   | 1      | 0      | DNF         | 20    | 2:12,970 (01.)   |
| DSQ  | Mika Salo             | Sauber-Petronas   | 58     | 1      | –           | 10    | 1:33,471 (51.)   |

Anmerkungen
1. ↑  Salo beendete das Rennen auf Platz 6, wurde allerdings nachträglich aufgrund eines illegalen Frontflügels disqualifiziert.

## WM-Stände nach dem Rennen
Die ersten sechs des Rennens bekamen 10, 6, 4, 3, 2 bzw. 1 Punkt(e).

### Fahrerwertung
| Pos. | Fahrer               | Konstrukteur      | Punkte |
| ---- | -------------------- | ----------------- | ------ |
| 01   | Michael Schumacher   | Ferrari           | 10     |
| 02   | Rubens Barrichello   | Ferrari           | 6      |
| 03   | Ralf Schumacher      | Williams-BMW      | 4      |
| 04   | Jacques Villeneuve   | BAR-Honda         | 3      |
| 05   | Giancarlo Fisichella | Benetton-Supertec | 2      |
| 06   | Ricardo Zonta        | BAR-Honda         | 1      |
| 07   | Alexander Wurz       | Benetton-Supertec | 0      |
| 08   | Marc Gené            | Minardi-Fondmetal | 0      |
| 09   | Nick Heidfeld        | Prost-Peugeot     | 0      |
| –    | Jenson Button        | Williams-BMW      | 0      |
| –    | Pedro Diniz          | Sauber-Petronas   | 0      |

| Pos. | Fahrer                | Konstrukteur      | Punkte |
| ---- | --------------------- | ----------------- | ------ |
| –    | Gastón Mazzacane      | Minardi-Fondmetal | 0      |
| –    | Heinz-Harald Frentzen | Jordan-Mugen      | 0      |
| –    | Jarno Trulli          | Jordan-Mugen      | 0      |
| –    | Jean Alesi            | Prost-Peugeot     | 0      |
| –    | Mika Häkkinen         | McLaren-Mercedes  | 0      |
| –    | Jos Verstappen        | Arrows-Supertec   | 0      |
| –    | David Coulthard       | McLaren-Mercedes  | 0      |
| –    | Eddie Irvine          | Jaguar-Cosworth   | 0      |
| –    | Pedro de la Rosa      | Arrows-Supertec   | 0      |
| –    | Johnny Herbert        | Jaguar-Cosworth   | 0      |

### Konstrukteurswertung
| Pos. | Konstrukteur      | Punkte |
| ---- | ----------------- | ------ |
| 01   | Ferrari           | 16     |
| 02   | Williams-BMW      | 4      |
| 03   | BAR-Honda         | 4      |
| 04   | Benetton-Supertec | 2      |
| 05   | Minardi-Fondmetal | 0      |
| 06   | Prost-Peugeot     | 0      |

| Pos. | Konstrukteur     | Punkte |
| ---- | ---------------- | ------ |
| –    | Sauber-Petronas  | 0      |
| –    | Jordan-Mugen     | 0      |
| –    | McLaren-Mercedes | 0      |
| –    | Arrows-Supertec  | 0      |
| –    | Jaguar-Cosworth  | 0      |